# Epidaurum
Epidaurum – stolica historycznej diecezji (łac. dioecesis Epidauritanensis) w Dalmacji, erygowanej w I wieku, a istniejącej do roku 639.
Współczesne miasto Cavtat w Chorwacji. Obecnie katolickie biskupstwo tytularne ustanowione w 2009 przez papieża Benedykta XVI. 

## Biskupi tytularni
| Lp. | Biskup      | Funkcja                     | Od          | Do |
| --- | ----------- | --------------------------- | ----------- | -- |
| 1   | Mijo Gorski | biskup pomocniczy Zagrzebia | 3 maja 2010 |    |